# Argynnini
De Argynnini  zijn een tribus van vlinders uit de familie Nymphalidae.

## Geslachten
- Argynnis Fabricius, 1807
  - = Dryas Hübner, 1806
  - = Nephargynnis Shirôzu, 1973
  - = Mesodryas Reuss, 1927
  - = Pandoriana Warren, 1942
  - = Childrena Hemming, 1943
  - = Eudryas Reuss, 1926
  - = Argyreus Scopoli, 1777
  - = Acidalia Hübner, 1819
  - = Mimargyra Reuss, 1922
  - = Damora Nordmann, 1851
  - = Argyronome Hübner, 1819
  - = Eudaphne Reuss, 1922
  - = Speyeria Scudder, 1872
  - = Semnopsyche Scudder, 1875
  - = Mesoacidalia Reuss, 1926
  - = Proacidalia Reuss, 1926
  - = Fabriciana Reuss, 1920
  - = Prodryas Reuss, 1926
  - = Profabriciana Reuss, 1926
  - = Protodryas Reuss, 1928
- Boloria Moore, 1900
  - = Smoljana Slivov, 1995
  - = Proclossiana Reuss, 1926
  - = Clossiana Reuss, 1920
- Brenthis Hübner, 1819
  - = Neobrenthis Kocak, 1980
- Euptoieta Doubleday, 1848
- Issoria Hübner, 1819
  - = Rathora Moore, 1900
  - = Pseudorathora Reuss, 1926
  - = Prokuekenthaliella Reuss, 1927
  - = Kuekenthaliella Reuss, 1921
- Pardopsis Trimen, 1887
- Yramea Reuss, 1920
  - = Chilargynnis Bryk, 1944